# Aristolochia sprucei
Espèce
Classification phylogénétique
Aristolochia sprucei (anciennement A. constricta) est une espèce de plantes à fleurs de la famille des Aristolochiaceae endémique de Guadeloupe.

## Galerie photos

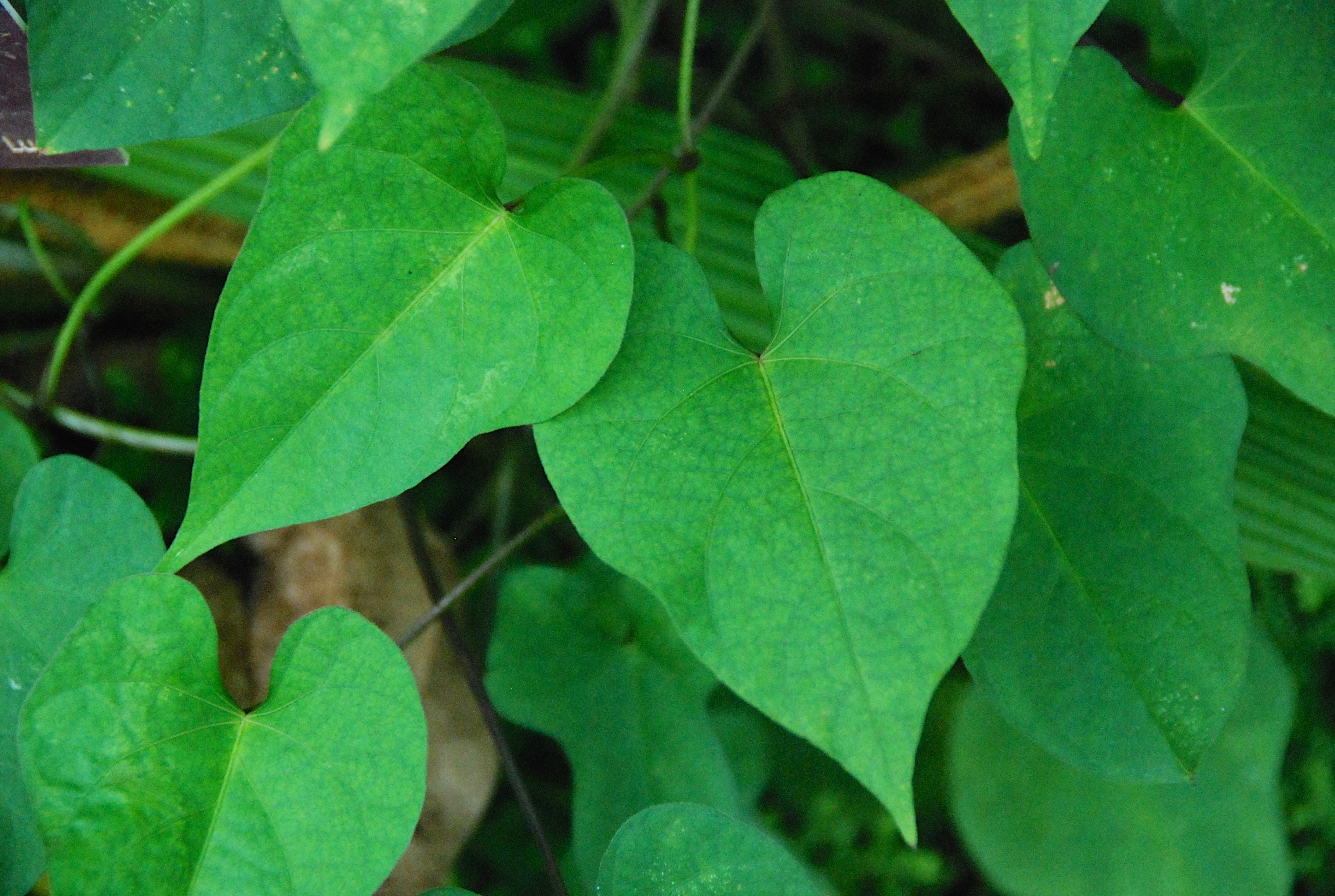
Détail d'une feuille.
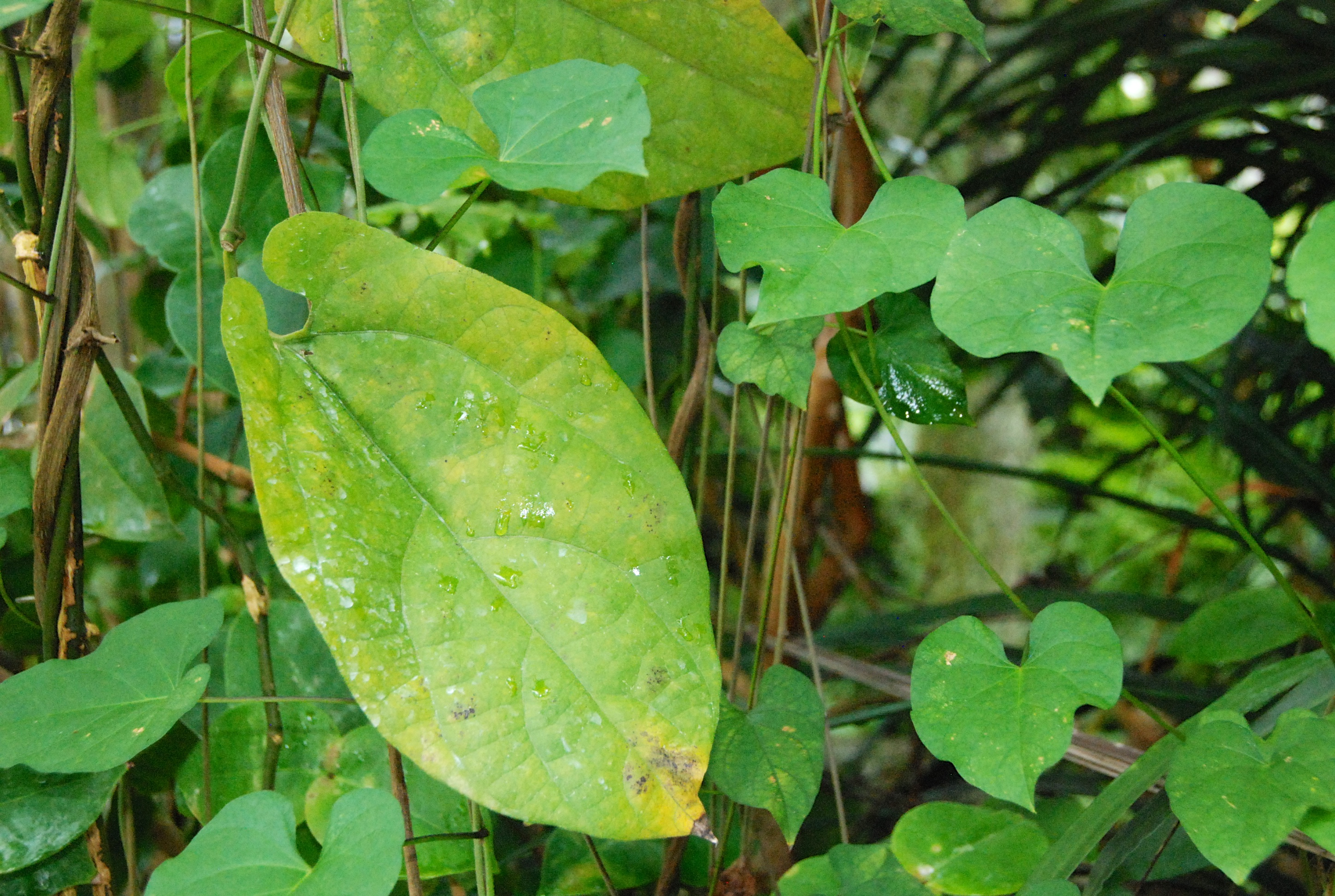
Détail d'une feuille.
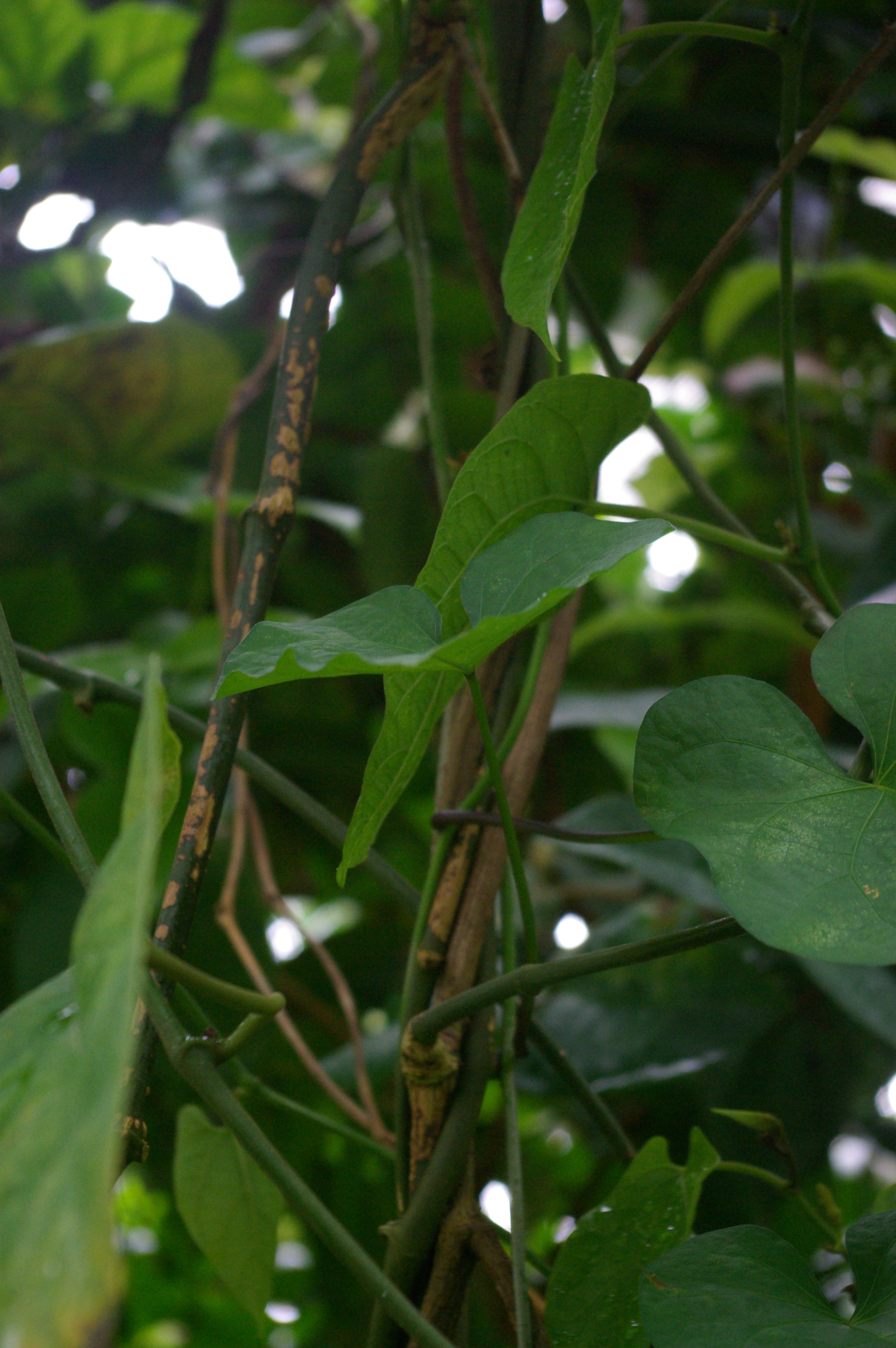
Plant d'Aristolochia sous serre.